# 解痙藥
解痙藥(antispasmodic、抗痙攣藥物、同義詞：鎮痙劑(spasmolytic))是一種抑制肌肉痙攣的藥物，或藥草。

## 平滑肌痙攣
解痙藥的一種類型用於平滑肌收縮，尤其是在胃腸道的管狀器官。其效果是防止胃、腸或膀胱的痙攣。雙環維林(Dicycloverine)、及天仙子胺這兩種是具有抗膽鹼劑作用的解痙藥。這兩種藥物具有一般的副作用，並且可能惡化胃食管反流病。
美貝維林(Mebeverine)是一種對胃腸道的平滑肌痙攣具強有力和選擇性作用的一種向肌性解痙劑、特別是結腸的痙攣更具有療效。它不具有乙酰胆碱的副作用、常見於抗膽鹼解痙藥上。
罂粟碱是一種鸦片生物鹼用於治療內臟痙攣、勃起功能障碍，及由於其抑制磷酸二酯酶PDE10A(PDE10A)的效力而作為抗精神病药研究用。

## 骨骼肌痙
當物理治療無什療效、或尚未治療完全時，藥物療法(Pharmacotherapy)可用於急性肌肉骨骼(human musculoskeletal system)疾病的治療。

## 外部連結
- 醫學主題詞表（MeSH）：Antispasmodics